# Urs Kryenbühl
Urs Kryenbühl (28 gennaio 1994) è un ex sciatore alpino svizzero.

## Biografia
Specialista delle prove veloci originario di Unteriberg e attivo dal novembre del 2009, Url Kryenbühl ha esordito in Coppa Europa il 10 gennaio 2013 a Wengen in discesa libera, senza completare la prova, e in Coppa del Mondo il 28 dicembre 2014 a Santa Caterina Valfurva nella medesima specialità  (25º); in Coppa Europa ha colto il primo podio il 10 marzo 2016 a Saalbach-Hinterglemm in discesa libera (3º), la prima vittoria il giorno successivo nelle medesime località e specialità e la seconda e ultima vittoria il 15 marzo 2019 a Sella Nevea sempre in discesa libera.
In Coppa del Mondo ha conquistato 3 podi, tutti in discesa libera – il primo il 28 dicembre 2019 a Bormio (2º), l'ultimo il 30 dicembre 2020 nella medesima località (3º) –, mentre in Coppa Europa ha ottenuto l'ultimo podio il 26 gennaio 2022 a Saalbach-Hinterglemm in discesa libera (2º). Ha disputato la sua ultima gara in Coppa del Mondo il 29 dicembre 2022 a Bormio in supergigante, durante il quale ha subito un infortunio che ne ha compromesso il prosieguo della carriera: tornato alle gare soltanto sul finire della stagione 2023-2024 (ha disputato le sue ultima gare in carriera in occasione dei Campionati svizzeri 2024, il 4-5 aprile), all'inizio della stagione successiva durante le prove della discesa libera di Coppa del Mondo di Beaver Creek (13 dicembre) ha subito un nuovo infortunio, che l'ha indotto ad annunciare il ritiro nel corso di quella stessa stagione. Non ha preso parte a rassegne olimpiche o iridate.

## Palmarès

### Coppa del Mondo
- Miglior piazzamento in classifica generale: 44º nel 2021
- 3 podi:
  - 1 secondo posto
  - 2 terzi posti

### Coppa Europa
- Miglior piazzamento in classifica generale: 10º nel 2018
- 9 podi:
  - 2 vittorie
  - 5 secondi posti
  - 2 terzi posti

#### Coppa Europa - vittorie
| Data          | Località             | Paese   | Specialità |
| ------------- | -------------------- | ------- | ---------- |
| 11 marzo 2016 | Saalbach-Hinterglemm | Austria | DH         |
| 15 marzo 2019 | Sella Nevea          | Italia  | DH         |

Legenda:

DH = discesa libera

### Campionati svizzeri
- 3 medaglie:
  - 2 ori (discesa libera nel 2014; discesa libera nel 2019)
  - 1 argento (discesa libera nel 2018)